# Reflections (album Sandry)
Reflections – album z remiksami niemieckiej piosenkarki Sandry wydany w 2006 roku przez Virgin Records.

## Tło
Wydanie albumu było inicjatywą wytwórni Virgin, choć początkowo sama artystka nie była przekonana do tego pomysłu. Wydawnictwo składało się z nowych, zremiksowanych wersji dawnych przebojów Sandry, do których podkłady stworzyli DJ-e Christian Geller, Schallbau, Felix Gauder, Matthias Menck, Ivo Moring i Mirko von Schlieffen. W większości utworów zachowany został pierwotny wokal – wyjątkiem jest jedynie piosenka „Everlasting Love”, zaśpiewana przez Sandrę na nowo, którą przearanżowano jako balladę. Ta wersja została wydana jako promocyjny singel w Niemczech. Natomiast nowa wersja „Around My Heart” promowała album w polskich rozgłośniach radiowych, gdzie cieszyła się sukcesem na przełomie 2006 i 2007 roku. We Francji ukazała się rozszerzona wersja Reflections, z podtytułem The Reproduced Hits i dodatkowymi remiksami, w tym „In the Heat of the Night”, który został wydany jako singel cyfrowy.

## Lista utworów

### Wydanie oryginalne
1. „Around My Heart (2006)” – 3:23
2. „Stop for a Minute (2006)” – 3:45
3. „Hi! Hi! Hi! (2006)” – 4:17
4. „Maria Magdalena (2006)” – 3:57
5. „In the Heat of the Night (2006)” – 3:37
6. „Heaven Can Wait (2006)" – 3:24
7. „Everlasting Love (2006)” – 3:46
8. „Hiroshima (2006)” – 4:17
9. „One More Night (2006)” – 4:08
10. „Secret Land (2006)” – 4:06
11. „Innocent Love (2006)” – 3:46
12. „We’ll Be Together (2006)” – 3:46

### Edycja specjalna
1. „In the Heat of the Night” (Future Vision Remix Radio Edit) – 3:16
2. „Maria Magdalena” (Junior Caldera Remix Radio Edit) – 3:03
3. „Around My Heart (2006)” – 3:23
4. „Stop for a Minute (2006)” – 3:45
5. „Hi! Hi! Hi! (2006)” – 4:17
6. „Maria Magdalena” – 3:56
7. „In the Heat of the Night” – 3:37
8. „Heaven Can Wait (2006)" – 3:24
9. „Everlasting Love (2006)” – 3:46
10. „Hiroshima (2006)” – 4:17
11. „One More Night (2006)” – 4:08
12. „Secret Land (2006)” – 4:06
13. „Innocent Love (2006)” – 3:46
14. „We’ll Be Together (2006)” – 3:48
15. „In the Heat of the Night” (Superfunk Remix Radio Edit) – 3:45

## Notowania
| Kraj i lista           | Pozycja |
| ---------------------- | ------- |
| Francja (SNEP)         | 145     |
| Niemcy (Media Control) | 44      |